# Coo
Coo, detta anche Cos o Kos, (AFI: /ˈkɔo/; in greco antico: Κῶς?, Kôs; in greco Κως?, Kōs; in turco İstanköy) è un'isola greca appartenente all'arcipelago del Dodecaneso.

## L'isola

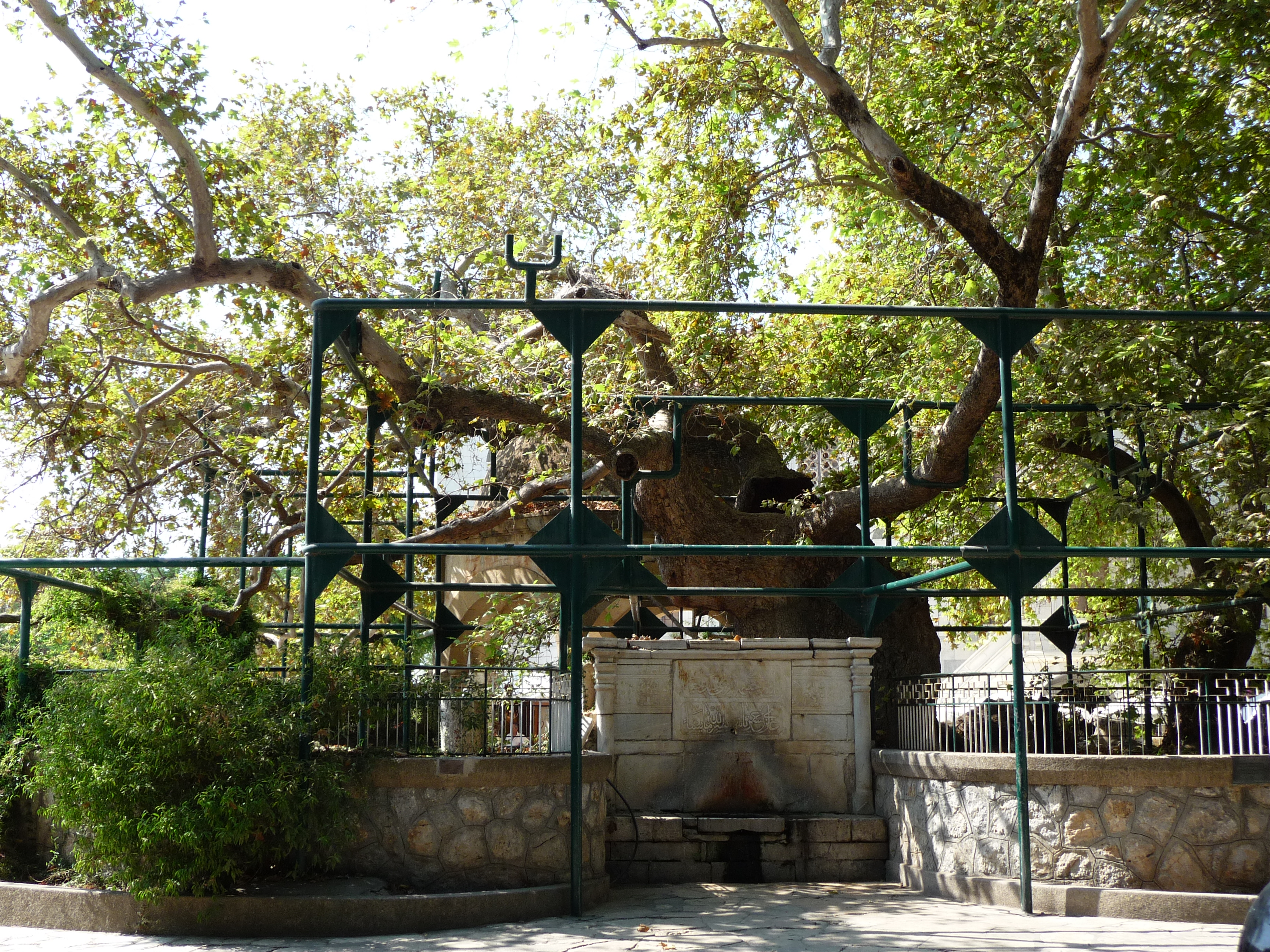
L'esemplare di Platanus orientalis detto Platano d'Ippocrate, posto nel centro del capoluogo, è considerato uno dei platani più grandi d'Europa

Coo è situata all'ingresso del golfo che da essa prende il nome, a circa 4,5 km dalla costa anatolica. Orientata da NE a SO, ha la forma di una falce molto allungata con un grosso manico, e misura circa 45 km di lunghezza, essendo larga da 2 a 11 km: vi vivono stabilmente circa 30000 persone, di cui la maggior parte concentrata nel capoluogo omonimo dell'isola.
Oltre al capoluogo Coo, altri centri abitati dell'isola sono Cardamena (Kardamena), Cefalo (Kefalos), Tigaki, Antimachia, Mastichari, Marmari e Pilì (Pyli), oltre ai più piccoli villaggi di Zia, Zipari, Platani, Lagoudi e alla comunità di Asfendiù (Asfentiou), un centro composto da 5 villaggi oramai quasi del tutto abbandonati ai piedi del monte Dikeo, la cima più elevata dell'isola.
Era famosa nell'antichità per aver dato i natali a Ippocrate, padre della medicina, che esercitò la sua ars medica nei locali inferiori del santuario, destinati a nosocomio oltre che a luogo di studio della medicina.
Sull'isola vi sono molti siti archeologici come l'Asclepeion, ovvero il tempio di Asclepio, dio greco della medicina, la cui pianta è stata confrontata con modelli presenti nell'Italia centrale come ad esempio a Palestrina e Monte Rinaldo, le terme, il Platano d'Ippocrate, dove il padre della medicina passava il suo tempo a studiare considerato l'albero più antico d'Europa, l'odeon romano, il Castello di Neratzia, la fortezza medievale (ammodernata dai cavalieri Ospitalieri nel Rinascimento) posta all'ingresso del porto della cittadina di Coo e la fortezza bizantina di Antimachia.
Per gli amanti del mare ci sono molte spiagge da visitare. La parte settentrionale dell'isola è sempre battuta dal vento, ma ha fondali più cristallini rispetto invece a quella meridionale, con mare sempre calmo, acqua limpida, ma fondale più scuro. Tra Cardamena e Coo ci sono delle famose fonti termali che formano piscine naturali di acqua caldissima e sulfurea. Andando in direzione di Cefalo si trova l'isola di Castri, spesso visitata dai bagnanti che prendono il sole nella spiaggia di fronte.
Coo è seconda solo a Rodi per flusso turistico nel Dodecaneso.

## Storia

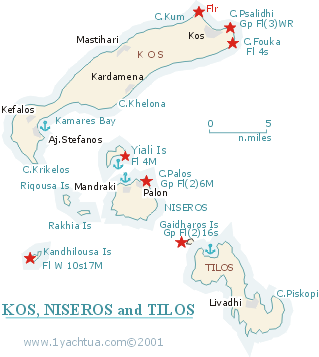
Mappa di Coo.

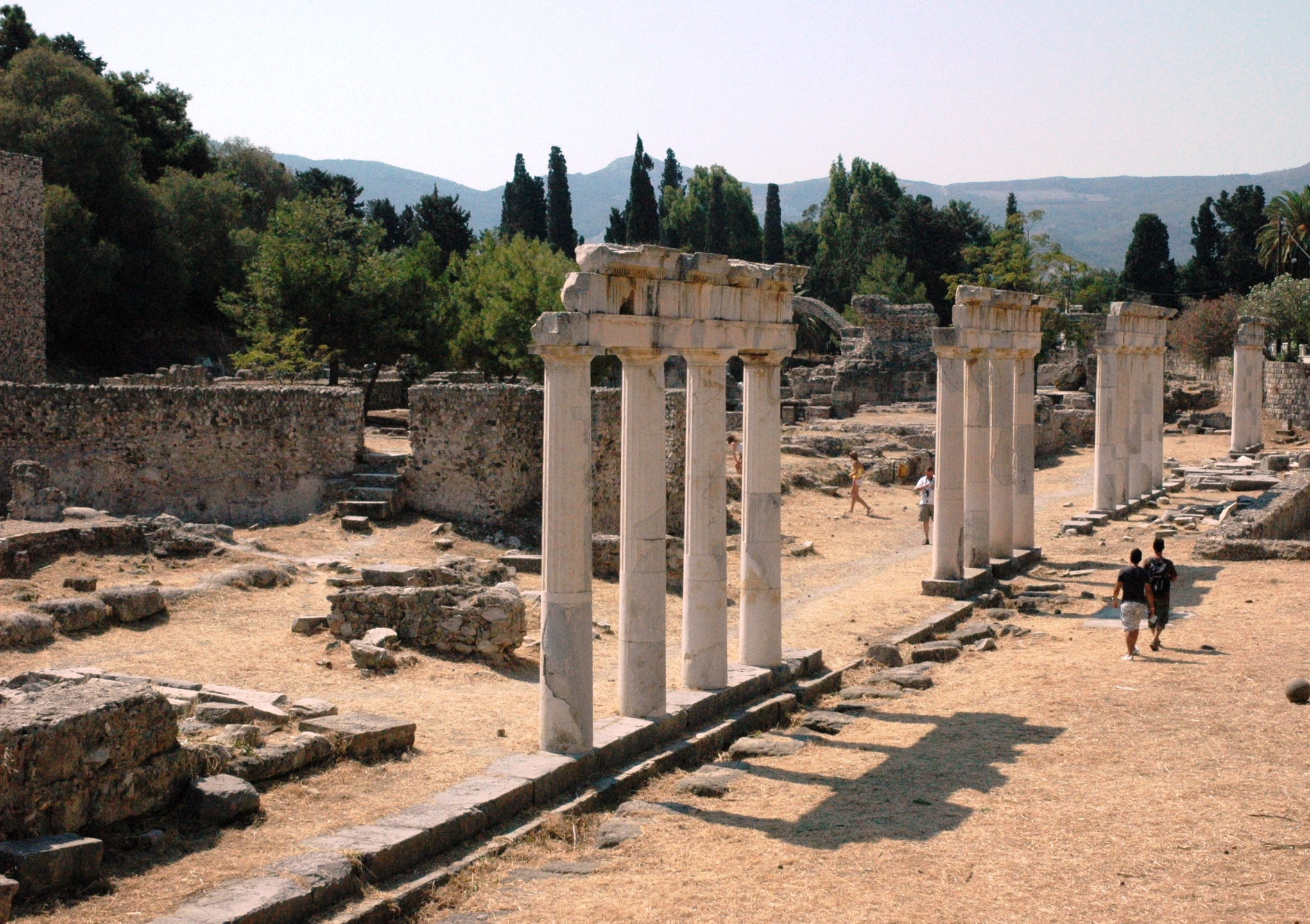
Resti del Gymnasium antico.

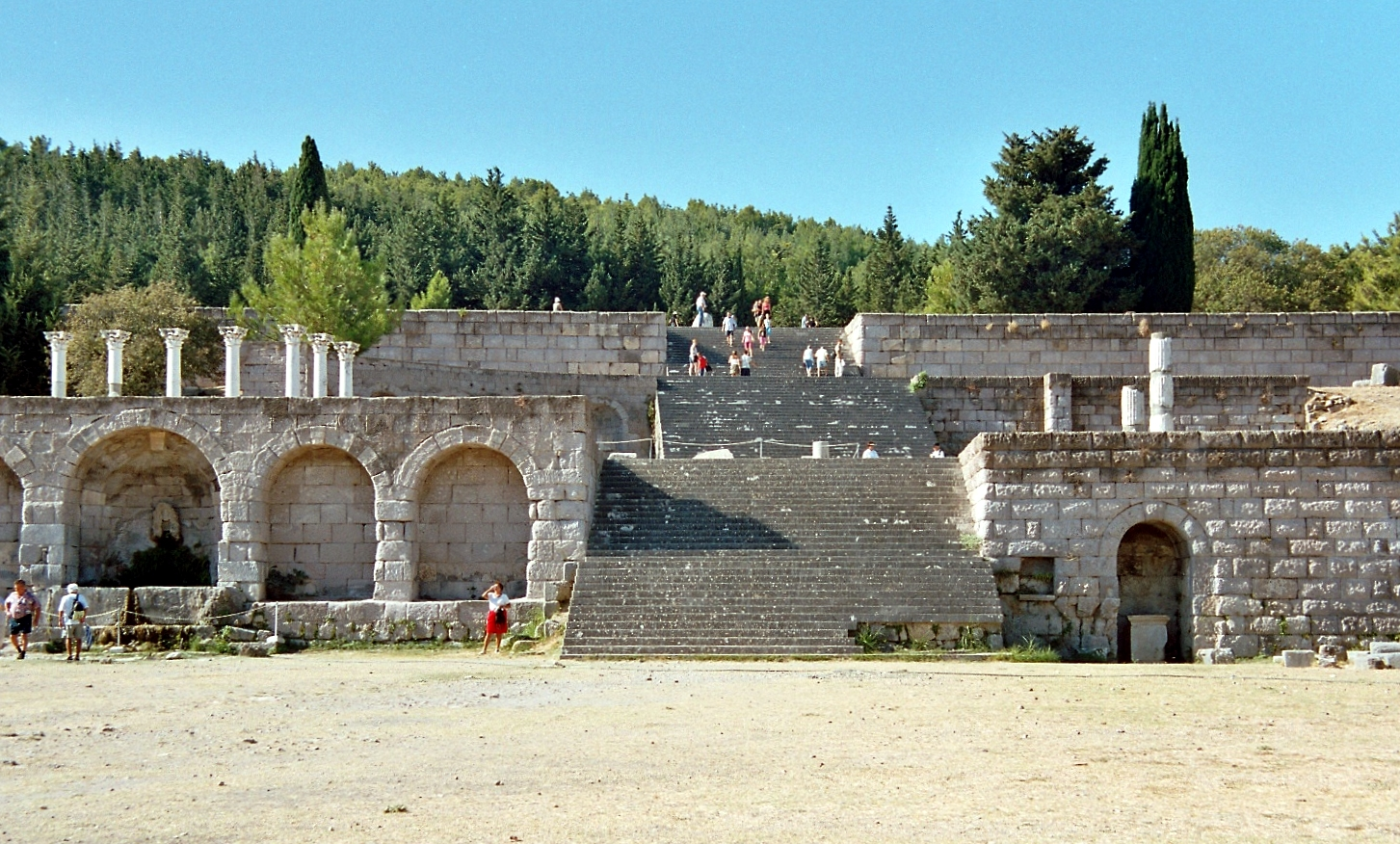
Resti dell'Asclepeion.

### Periodo antico
Inizialmente abitata dai Cari, fu colonizzata dai Dori nell'XI secolo a.C. che la unirono alla Federazione ateniese sconfiggendo i Persiani due volte.  Nel VI secolo a.C. fece parte dell'esapoli dorica  (dal V secolo a.C. Pentapoli dorica). La città di Còo fu costruita nel 366 a.C. dagli abitanti di Astipalea e, durante l'epoca ellenistica, divenne la sede di una scuola medica, ma la teoria secondo la quale questa scuola sarebbe già esistita nell'epoca classica e diretta da Ippocrate si è rivelata infondata. Nel periodo ellenistico appartenne alla sfera di influenza dei Tolomei.
Alleata dei romani durante la guerra romano-siriaca, la città venne annessa alla provincia proconsolare dell'Asia, e divenne un porto dell'impero romano.

### Periodo medievale
Durante l'età bizantina, l'isola fu una delle prime sedi vescovili e divenne sede di un convento di cui fu Egumeno Cristodulo, il fondatore del Monastero di San Giovanni a Patmo. Nel X e XI secolo venne devastata dai saraceni, poi passò ai genovesi.
Dall'XI secolo il governo vero e proprio veniva affidato dagli imperatori bizantini, come di consuetudine all'epoca, a capitani ed avventurieri genovesi che disponevano di una flotta privata organizzata in clan uniti da legami familiari ed esercitavano la sovranità e il controllo marittimo per conto dei Bizantini. A questi clan in cambio della protezione dei mari era data concessione di sfruttamento delle materie prime, dei commerci e dazi doganali. Dapprima controllata dalla famiglia genovese degli Zaccaria, Coo fu poi ceduta dalla repubblica di Genova nel XIII secolo al capitano genovese Giovanni Vignolo de' Vignoli, poi dal 1272 per tramite del capitano genovese Giovanni De lo Cavo insignito dall'imperatore romano d'Oriente Michele VIII Paleologo del titolo di ammiraglio di Costantinopoli e quindi difensore di tutti i mari e tutte le isole bizantine, successivamente nel 1282 l'isola passò sotto il controllo del clan genovese della famiglia di Vignolo de Vignoli, già governatori di Rodi, dai pronipoti Lodovico e Andrea Moresco fino al 1309 e successivamente da Luigi Moresco fino al 1319, quando scomparve nelle prigioni veneziane a Candia dopo un'incursione a Cipro in cui fu catturato, ma poi vendicato con una rappresaglia da Simone Doria e Antonio Arcanto.
Dopo un periodo convulso di scontri dei Genovesi nell'Egeo per il controllo delle rotte ed i commerci tra Candia e Rodi, l'isola fu concessa dietro pagamento come sede ai Cavalieri di San Giovanni, dai governatori genovesi della vicina isola di Rodi, sempre però restando sotto il protettorato genovese dei Giustiniani, che avevano una delle loro più potenti basi nella vicina Chio.
Due secoli più tardi i Cavalieri lasciarono l'isola nel 1525, che restò per un periodo ancora sotto la maona genovese, finché fu poi conquistata dall'Impero ottomano nel 1566, che la governò per i successivi quattro secoli.
L'isola può vantare di aver ospitato lo storico bizantino Michele Coniata, dal 1204 al 1220, anno della sua morte. Era costui metropolita d'Atene ed era fuggito a causa dell'invasione dei Crociati della quarta crociata. 
Secondo il censimento generale ottomano del 1881 / 1882-1893, la kaza di Coo (Istanköy) aveva una popolazione totale di 12965 persone, composta da 10459 cristiani, 2439 musulmani e 67 ebrei.

### Periodo moderno
Fu occupata dall'Italia dal 1912 durante la Guerra italo-turca, come le altre isole del Dodecaneso, diventando una colonia italiana. Nel 1933 un tremendo terremoto distrusse gran parte delle costruzioni che venne in seguito ricostruita dagli italiani.
Gli italiani intrapresero scavi archeologici e innalzarono palazzi in stile esotico sul fronte del porto: oggi sono sede di uffici governativi. Tra questi si segnalano l'ex Casa del Fascio, con annesso cinematografo e dopolavoro, di Armando Bernabiti, realizzata tra il 1934 e il 1935, il Mercato delle Erbe, di Rodolfo Petracco, realizzato tra il 1934 e il 1935, ancora adibito allo stesso uso e il Palazzo del Governo di Coo, di Florestano Di Fausto, realizzato tra il 1927 e il 1929.

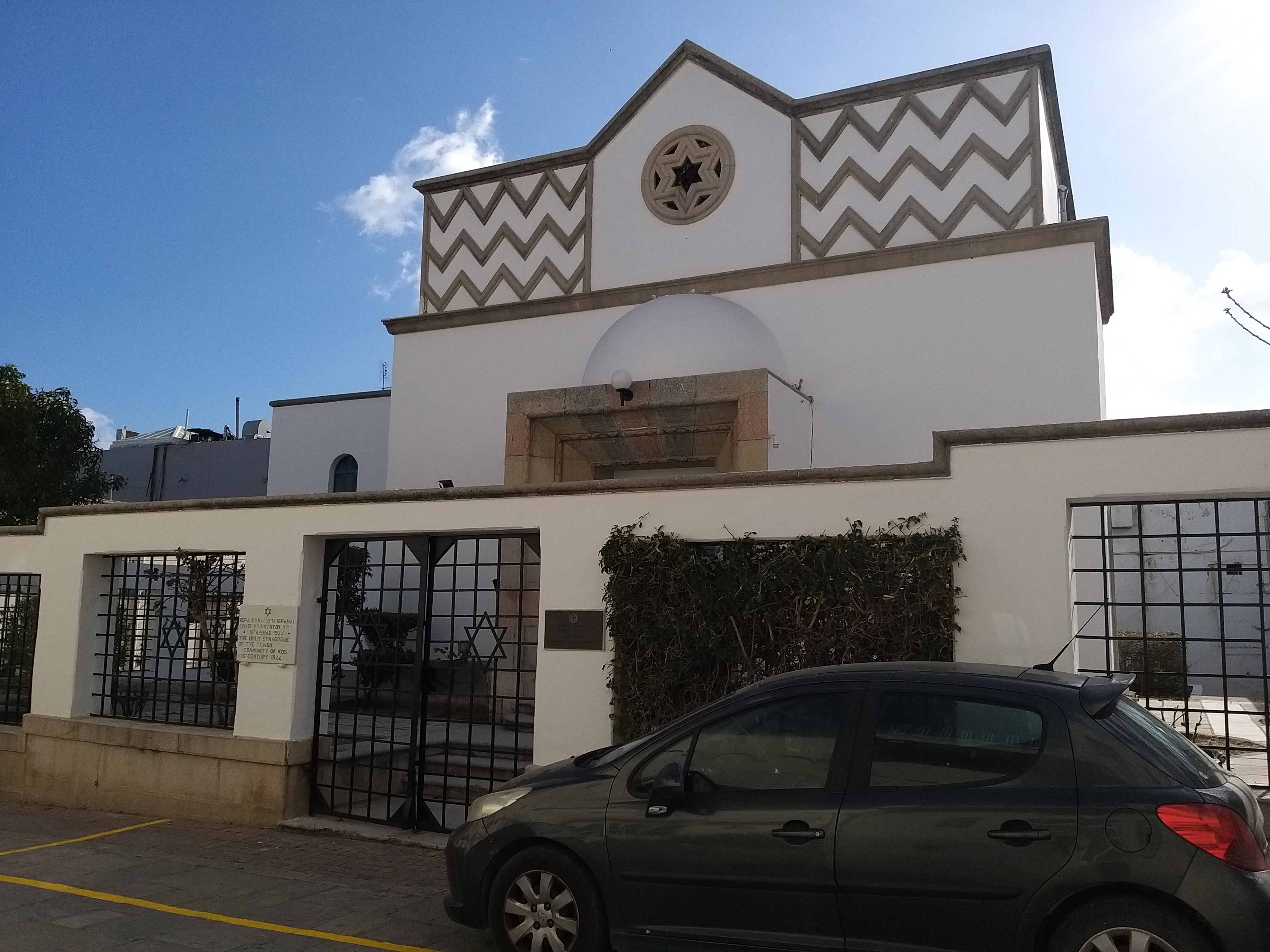
La sinagoga di Coo Kahal Shalom, progettata dagli architetti italiani Armando Bernabiti e Rodolfo Petracco nel 1935.

Il 3 ottobre 1943 l'isola fu invasa dalle truppe tedesche che vinsero la breve resistenza dei soldati italiani. Il 6 ottobre 1943 avvenne l'eccidio di Coo, in cui i tedeschi assassinarono 103 soldati italiani.
Nel luglio del 1944 gli ebrei di Coo furono imprigionati e deportati sul continente. Già il 3 luglio 1944 era stato imprigionato il capo della comunità, con l'accusa di aver mandato denaro tedesco alla Croce Rossa Italiana.
Alla fine della guerra divenne un protettorato britannico fino al 1947, anno in cui a seguito dei trattati di Parigi, passò sotto la sovranità greca (7 marzo 1948).

### Periodo contemporaneo
Nella notte tra il 20 e il 21 luglio 2017, un sisma di magnitudo 6,7 tra Grecia e Turchia, ha provocato morti e feriti, oltre ad ingenti danni.

## Attrazioni principali

### Castello

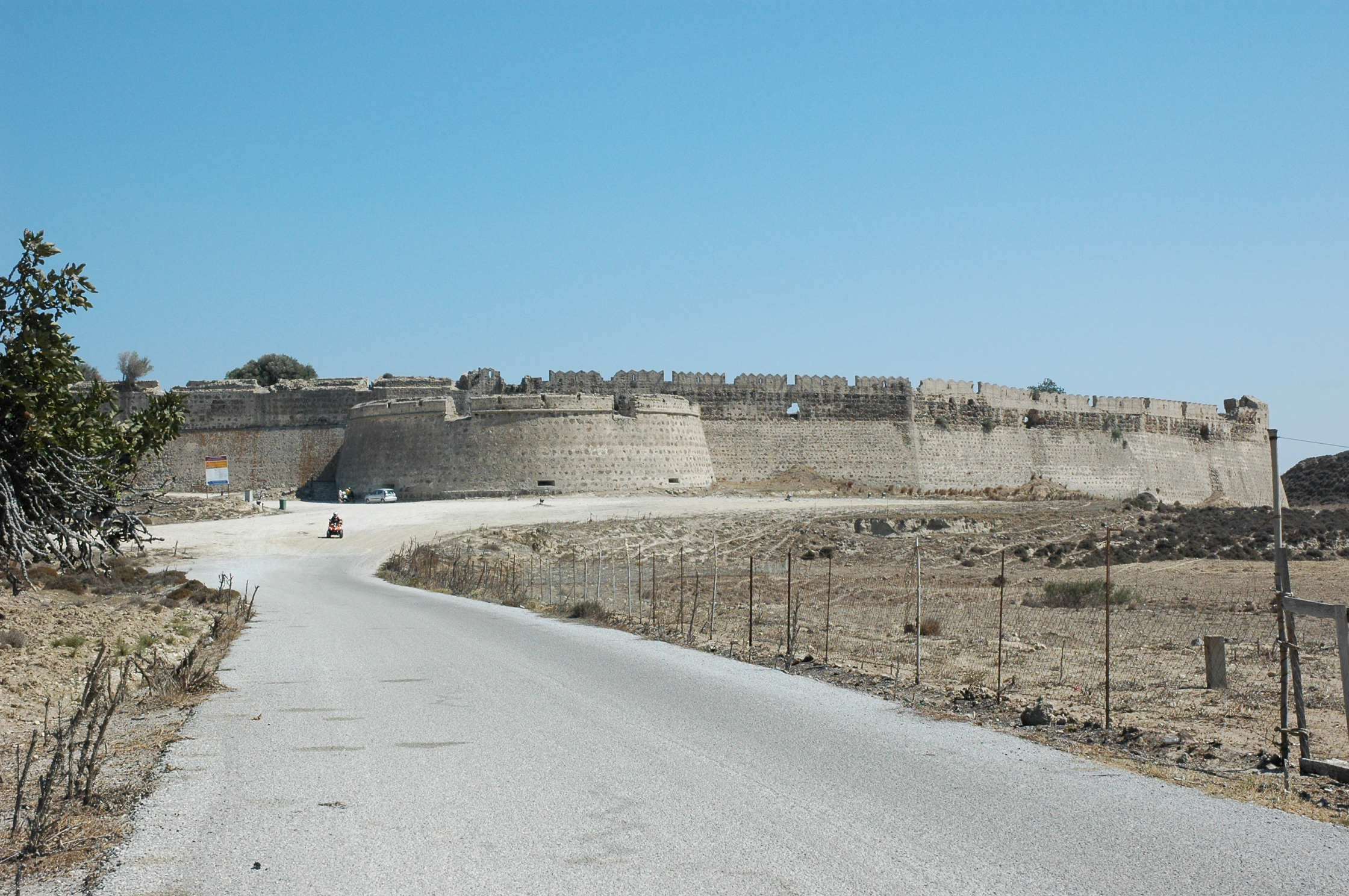
La fortezza bizantina di Antimachia

L'isola ha una fortezza del XIV secolo all'ingresso del porto, eretta nel 1315 dai Cavalieri Ospitalieri, e un'altra del periodo bizantino ad Antimachia (in greco Ἀντιμαχία?).

### Agorà
L'antico mercato di Coo era considerato uno dei più grandi del mondo antico. Era il centro commerciale e dominante nel cuore della città antica. Era organizzato attorno a un ampio cortile rettangolare largo 50 metri (160 piedi) e lungo 300 metri (980 piedi). Iniziava nella zona nord e terminava a sud sulla via centrale (Decumanus) che attraversava la città. Il lato nord è collegato alla cinta muraria verso l'ingresso del porto. Qui c'era un ingresso monumentale. Sul lato orientale c'erano le botteghe. Nella prima metà del II secolo a.C. l'edificio fu ampliato verso il cortile interno. L'edificio fu distrutto da un terremoto nel 469 d.C.
All'estremità meridionale del mercato, c'era un edificio rotondo con una cupola romana e un laboratorio che produceva pigmenti tra cui il "blu egiziano". Monete, tesori e statue di rame di epoca romana furono successivamente scoperti dagli archeologi. Nel lato occidentale gli scavi hanno portato alla scoperta di stanze con pavimenti a mosaico che mostravano combattimenti fra fiere, un tema molto popolare a Coo.

## Architetture religiose

### Cappella della Santa Croce
Costruita su disegno di Petracco a pianta circolare, i padri francescani della Custodia di Terra Santa provenienti da Rodi vi celebrano la Santa Messa nei giorni festivi.

## Galleria d'immagini

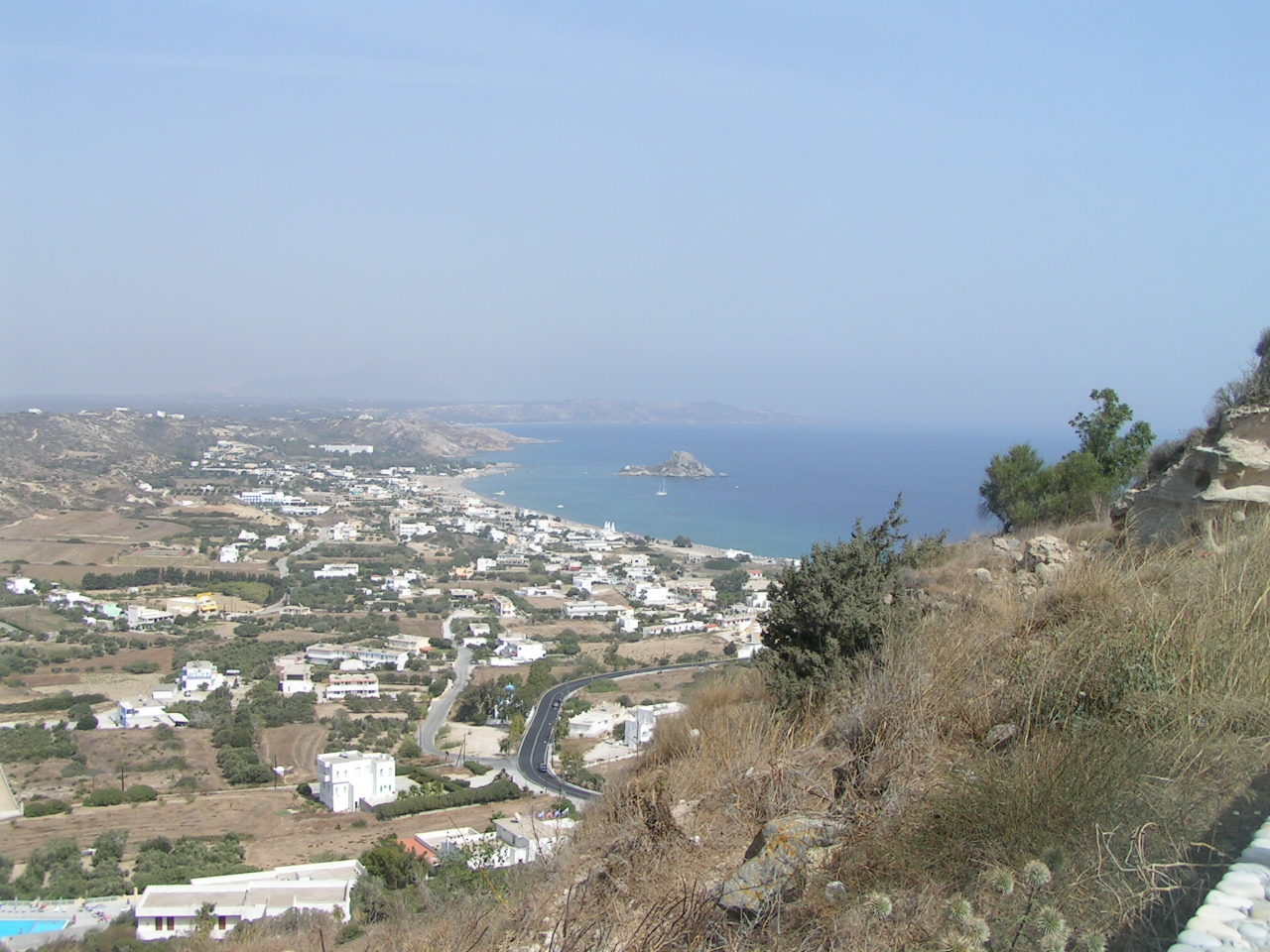
La costa meridionale vista da Cefalo (Kefalos); al centro l'isolotto di Agios Stephanos.
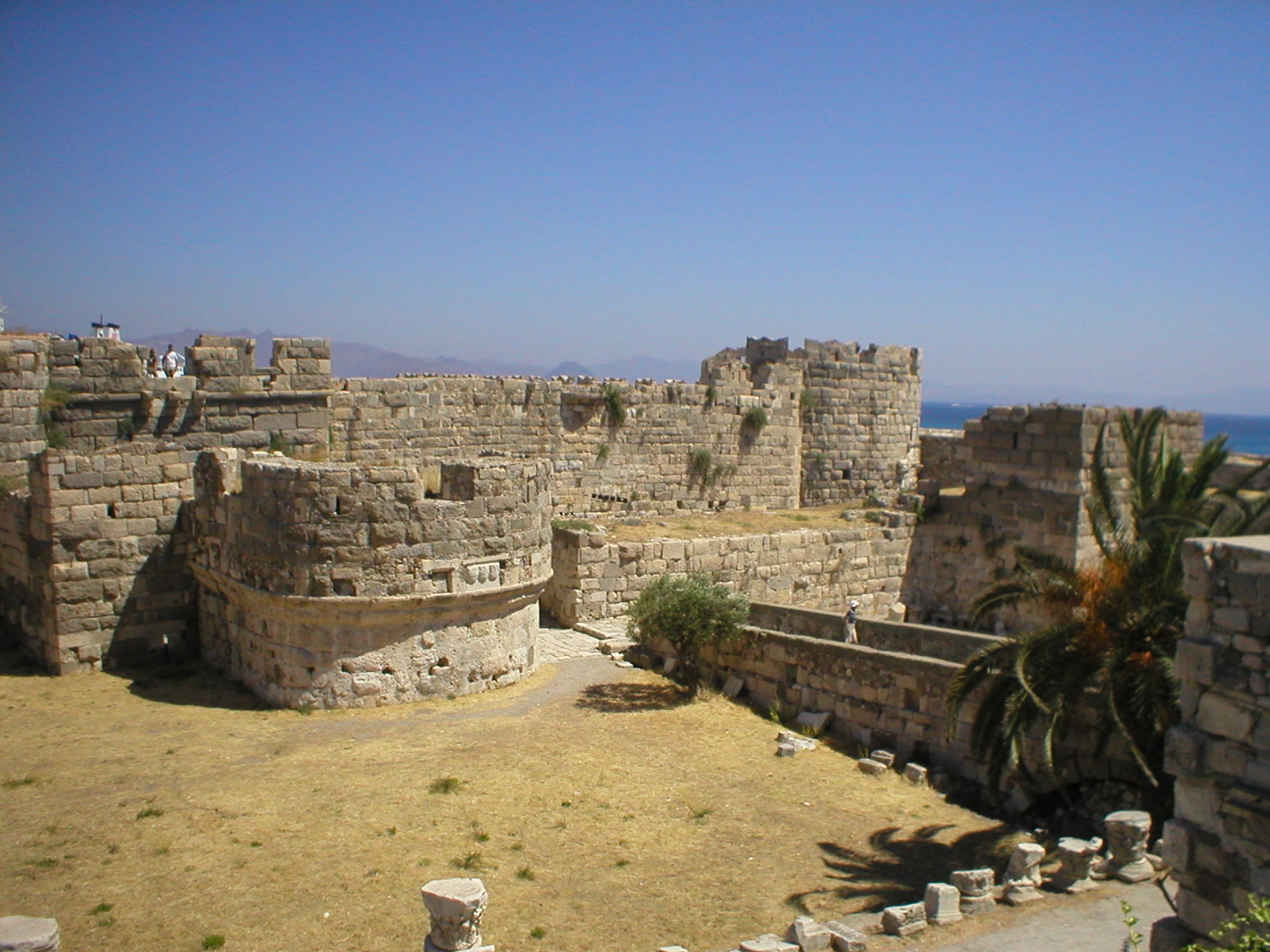
Resti del castello presso il porto della città di Coo.
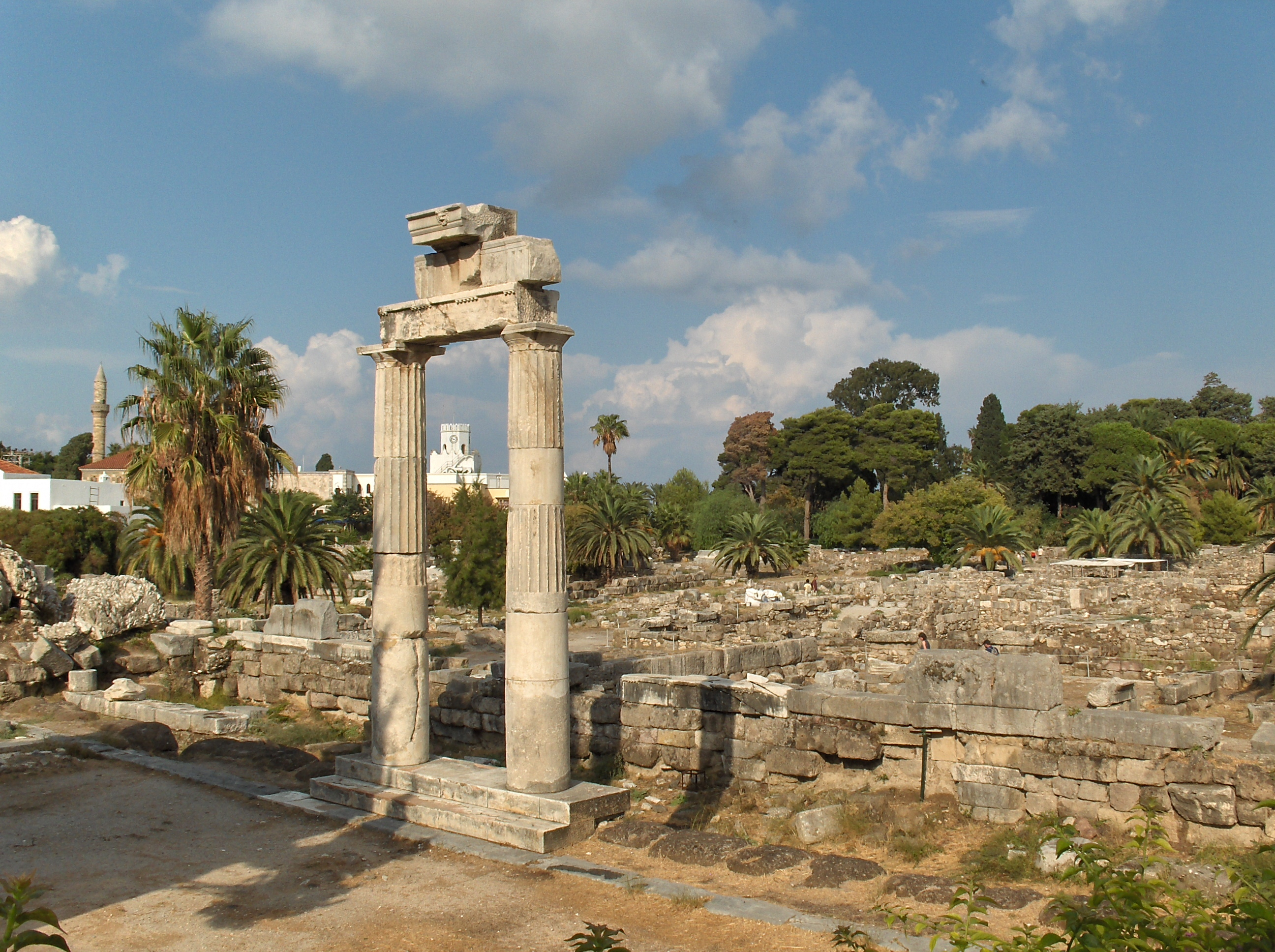
Resti dell'agorà nella città di Coo.
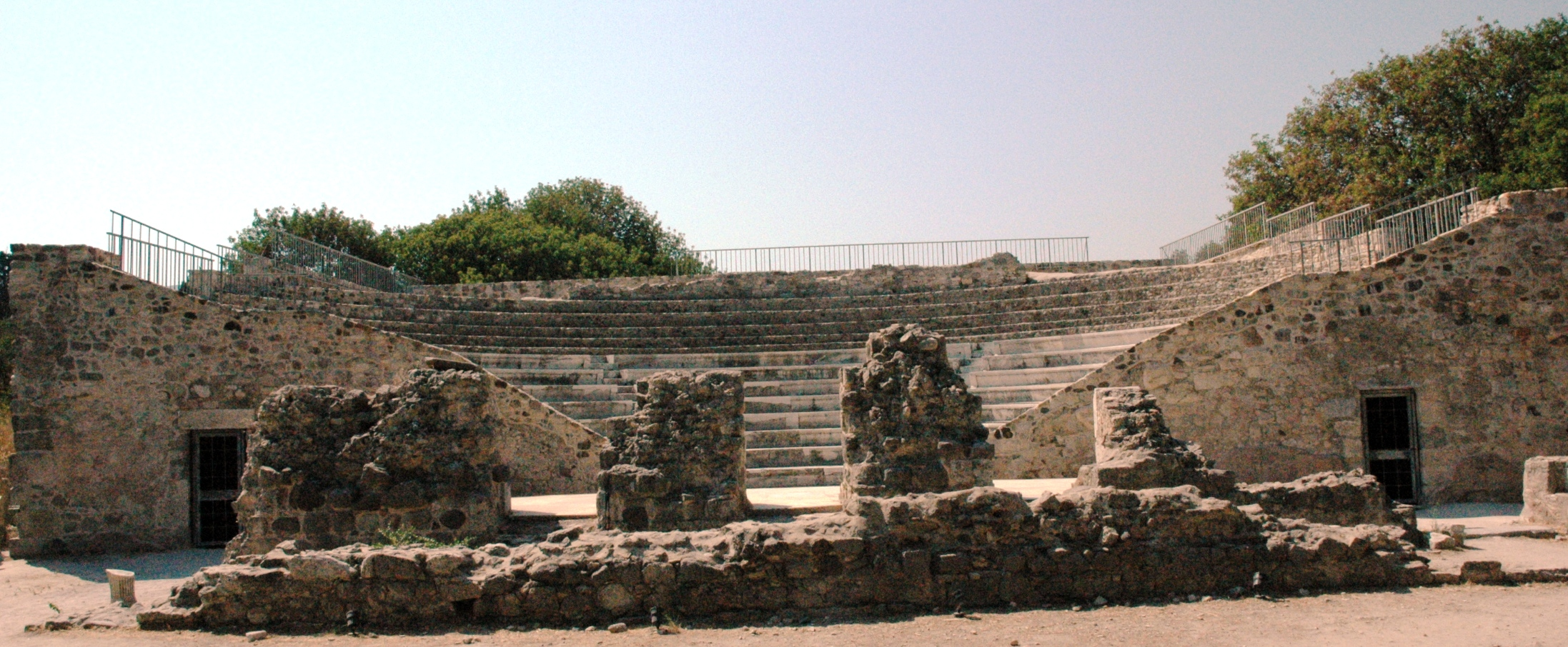
Odeon di Coo
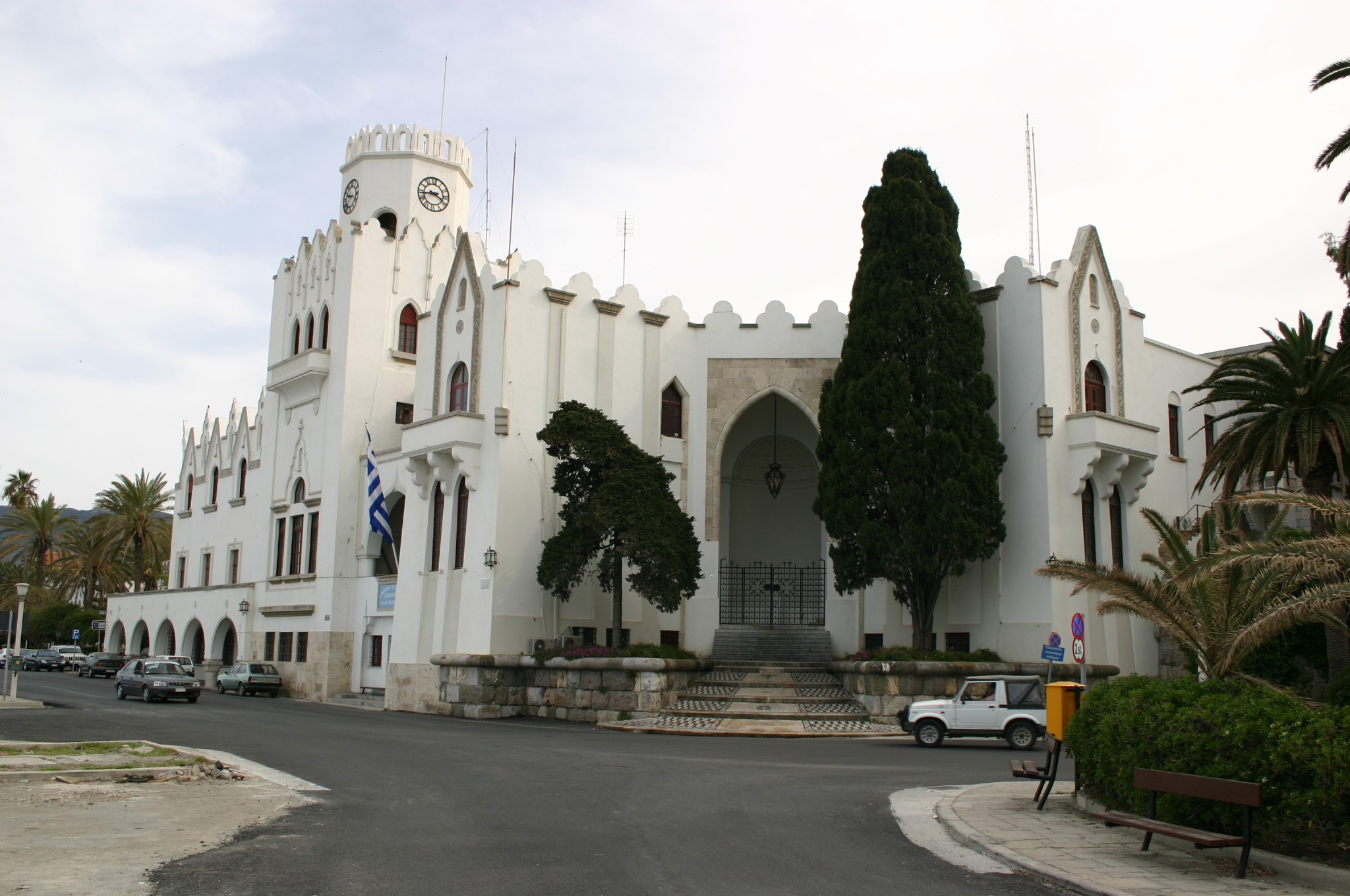
Il Palazzo del Governo progettato da Florestano Di Fausto, oggi municipio